# Батам
Батам — найбільше місто (кота) Островів Ріау Індонезії, а також назва острова. Адміністративна територія міста Батам охоплює кілька островів: острів Батам — основна міська та промислова зона. Обидва острова Галанг і острів Ремпанг з'єднані з островом Батам через короткі мости, 3 острови разом називаються Бареланг. Ремпанг і Бареланг мають характер сільської забудови, так само як і Bulan Island, який є частиною муніципалітету (кота). lso administered as part of the municipality (kota). Батам — це промислове місто, яке дуже швидко розвивається, транспортний вузол і частина зони вільної торгівлі у in the Індонезійсько-Малайзійсько-Сінгапурському трикутнику зростання, розташованому в 20 км від південного узбережжя Сінгапуру, а також частина Індонезійсько-Малайзійсько-Таїландського трикутника зростання.
У населення муніципалітету Батам складало 1 164 352 мешканців у 2015 році. Це найближча частина Індонезії до Сінгапуру, найменша відстань по прямій 5,8 км. Під час національного перепису 2010 року Батам був найшвидше зростаючим муніципалітетом в Індонезії за десятиріччя, з темпом зростання населення 11 % на рік. У 2017 році, як повідомляється, острів зазнав серйозних втрат роботи, близько 300 000 працівників були звільнені.

## Історія

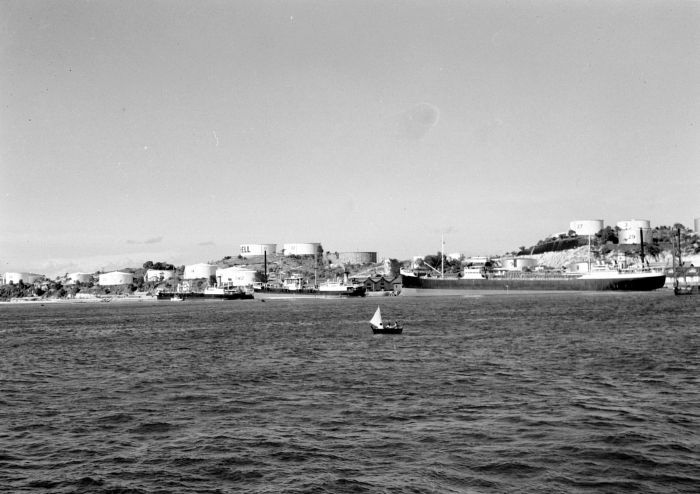
Вид з гавані на нафтовимі ємностямі Shell острові Самбу, 1936

Острів Батам вперше був населений оранг-лаутами з 231 р. н. е. Острів, який колись служив полем боротьби адмірала Хан Надім проти завойовників, які використовувались урядом в 1960-х роках як нафтова матеріально-технічна база на острові Самбу.
У 1970-х роках, з метою перетворення Батама в індонезійську версію Сінгапуру, відповідно до Указу Президента № 41 від 1973 року, острів Батам визначається як робоче середовище промислового району, який підтримується Управлінням промислового розвитку острова Батам. З бурхливим розвитком острова в 1980-х роках, округ Батам, що входить до Управління островів Ріау, був підвищений до муніципалітету Батам, який має обов'язки управління державною адміністрацією та суспільством і підтримувати розвиток Адміністрації Батам (BP Batam).
В епоху реформ наприкінці 1990-х рр., адміністрація острова Батам змінила свій статус на автономний регіон, а саме Уряд міста Батам, який здійснюває урядові функції та функції розвитку, залучаючи Управління Батам (BP Batam).

## Географія
Батам має овальну форму з багатьма затоками, островами та півостровами, розташованими на заході від острова Бінтан, на південь від Сінгапуру, на північ від острова Ремпанг та Галанг, на схід від острова Булан. Проток Риау відокремлює острови Батам і Бінтан. Батам охоплює 3 990 км², з яких 1 040 км² це земля, яка включає місця  утворення території. Насправді острів Батам охоплює лише близько 410 км², а острів Бареланг — приблизно 715 км² від загальної площі. Основна частина населення проживає на острові Батам.

### Клімат
Батам має тропічний клімат зі середньою температурою від 26 до 32 °С. Вологість на острові коливається від 73 % до 96 %. Вологий сезон охоплює період з листопада по квітень, а сухий сезон — з травня по жовтень. Середньорічна кількість опадів становить близько 2600 мм.[джерело?]

## Управління

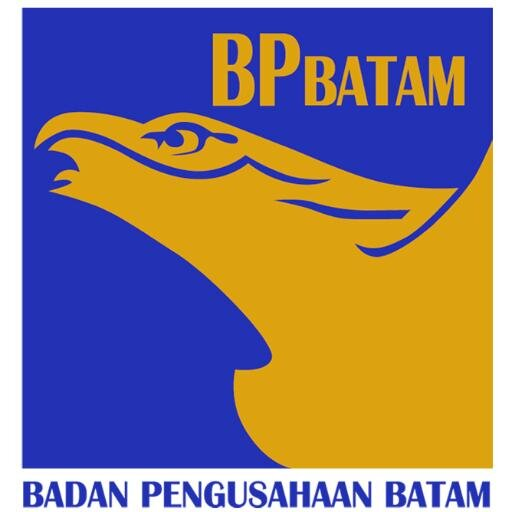
Логотип BP Batam

### Рада з розвитку Батаму (BP)
Агентство з зони вільної торгівлі та вільний порт Батаму або часто скорочено, BP Batam є урядовим органом під головуванням Ради регіонів (DK) Центрального уряду Батаму, яке очолює Дармін Насуті, Міністр коордиації з економічних питань. BP Batam відіграє важливу роль у управлінні земельними ресурсами та інвестиціям в  Спеціальну економічну зону острова Батам.

### Адміністративний поділ

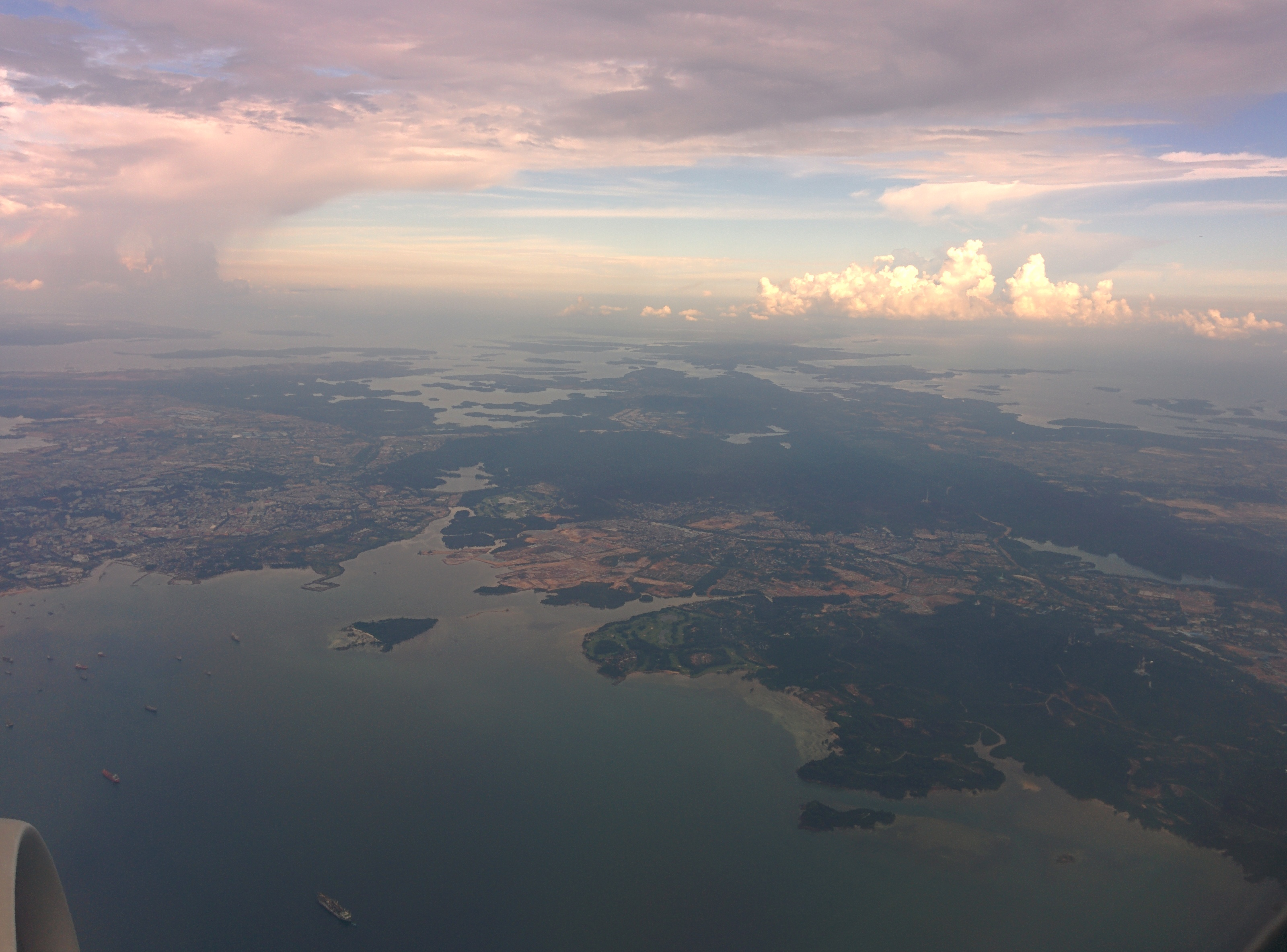
Вид на Батам з повітря

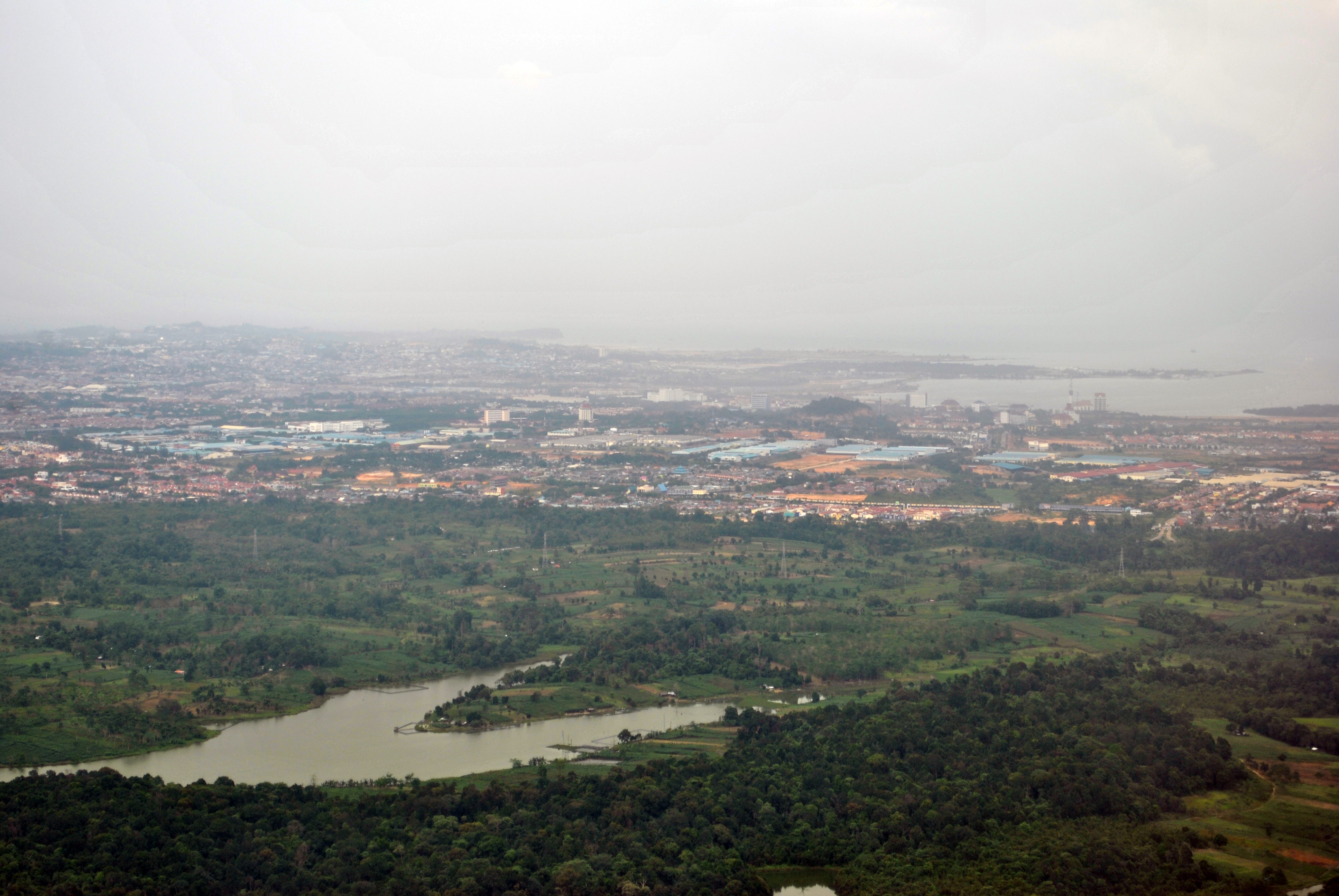
Панорамний вид на центр Батаму

Місто Батам (Kotamadya Batam) ділиться на 12 округів (кектаманів), які включають кілька суміжних островів, таких як Булан, Ремпанг і Галанг, а також сам острів Батам. Таким чином, весь муніципалітет часто відомий під абревіатурою Barelang. Нижче зведено округи за їх населенням у 2010 році Місто Батам (Kotamadya Batam) ділиться на 12 округів (кектаманів), які включають кілька суміжних островів, таких як Булан, Ремпанг and Галанг, а також сам острів Батам. Увесь муніципалітет часто позначають абревіатурою Barelang. Нижче наведено округи за їх населенням на 2010 рік :
| Назва                          | Населення |
| ------------------------------ | --------- |
| Белаканг Паданг                | 18,508    |
| Буланг                         | 9,531     |
| Галанг                         | 14,983    |
| Сеи Бедук                      | 80,349    |
| Сагулунг                       | 149,727   |
| Нонгса                         | 49,828    |
| Батам Центр (центральне місто) | 162,238   |
| Сєкупанг                       | 100,108   |
| Бату Аджі                      | 127,455   |
| Лубук Байя                     | 80,780    |
| Бату Ампар                     | 58,745    |
| Бенгконг                       | 92,033    |

## Демографія
У квітні 2012 року в Батамі проживало 1 153 860 жителів. Популяція стрімко зростає, причому темпи зростання населення у 2001—2002 роках складають понад 8 % на рік.

### Етнічний склад
| Етнічні групи у 2012 | Етнічні групи у 2012 | Етнічні групи у 2012 |
| Етнічність           | Населення            | Відсоток             |
| -------------------- | -------------------- | -------------------- |
| Яванці               | 309,003              | 26.78 %              |
| Малайці              | 260,887              | 22.61 %              |
| Батаки               | 230.425              | 19.97 %              |
| Мінангкабау          | 172,271              | 14.93 %              |
| Китайці              | 130,155              | 11.28 %              |
| інші                 | 51,115               | 4.43 %               |

Сьогодні в Батамі мешкає неоднорідне населення через трудові міграції та бажання бути близькими до Сингапуру: близько 2/3 від загальної кількості — мігранти.  Переважними національностями є яванці, малайці, батаки, мінангабаї, та китайці. Місце розташування Батам неподалік від Сингапуру сприяє розвитку економічних, соціально-політичних та культурних аспектів місцевої громади.

### Релігія
| Релігія в Батамі – дані перепису в Індонезії за 2012 рік | Релігія в Батамі – дані перепису в Індонезії за 2012 рік | Релігія в Батамі – дані перепису в Індонезії за 2012 рік | Релігія в Батамі – дані перепису в Індонезії за 2012 рік | Релігія в Батамі – дані перепису в Індонезії за 2012 рік |
| -------------------------------------------------------- | -------------------------------------------------------- | -------------------------------------------------------- | -------------------------------------------------------- | -------------------------------------------------------- |
| релігія                                                  |                                                          |                                                          | %                                                        |                                                          |
| Іслам                                                    | Іслам                                                    |                                                          | 71.14%                                                   | 71.14%                                                   |
| Християнство                                             | Християнство                                             |                                                          | 18.83%                                                   | 18.83%                                                   |
| Буддизм                                                  | Буддизм                                                  |                                                          | 8.81%                                                    | 8.81%                                                    |
| Конфуціанство                                            | Конфуціанство                                            |                                                          | 0.83%                                                    | 0.83%                                                    |
| Індуїзм                                                  | Індуїзм                                                  |                                                          | 0.37%                                                    | 0.37%                                                    |
| Others                                                   | Others                                                   |                                                          | 0.02%                                                    | 0.02%                                                    |

 Іслам є основною релігією в Батамі, за нею йдуть християни, буддисти та індуїсти. Більшість із тих, хто сповідує іслам, — це яванці, малайці та мінангкабау. Велика мечеть Батаму, розташована в центрі міста, що прилягає до головної площі, мерії та Парламента провінції, є важливим символом ісламського релігійного життя в Батамі. Християнство та католицизм також широко поширюються людьми Батаму, особливо з боку батаків Суматри, а також трансмігрантами з Флореса і з Східної Індонезії. Більшість китайців сповідує буддизм.

### Мова
Індонезійська є загальною мовою Батаму в повсякденному використанні. Також використовуються діалекти народів, що живуть на острові, китайські етнічні діалекти, такі як хоккєн та теочю, мандаринська та англійська, завдяки впливу Сінгапуру, особливо емігрантів, що живуть в БатаміІ

## Економіка

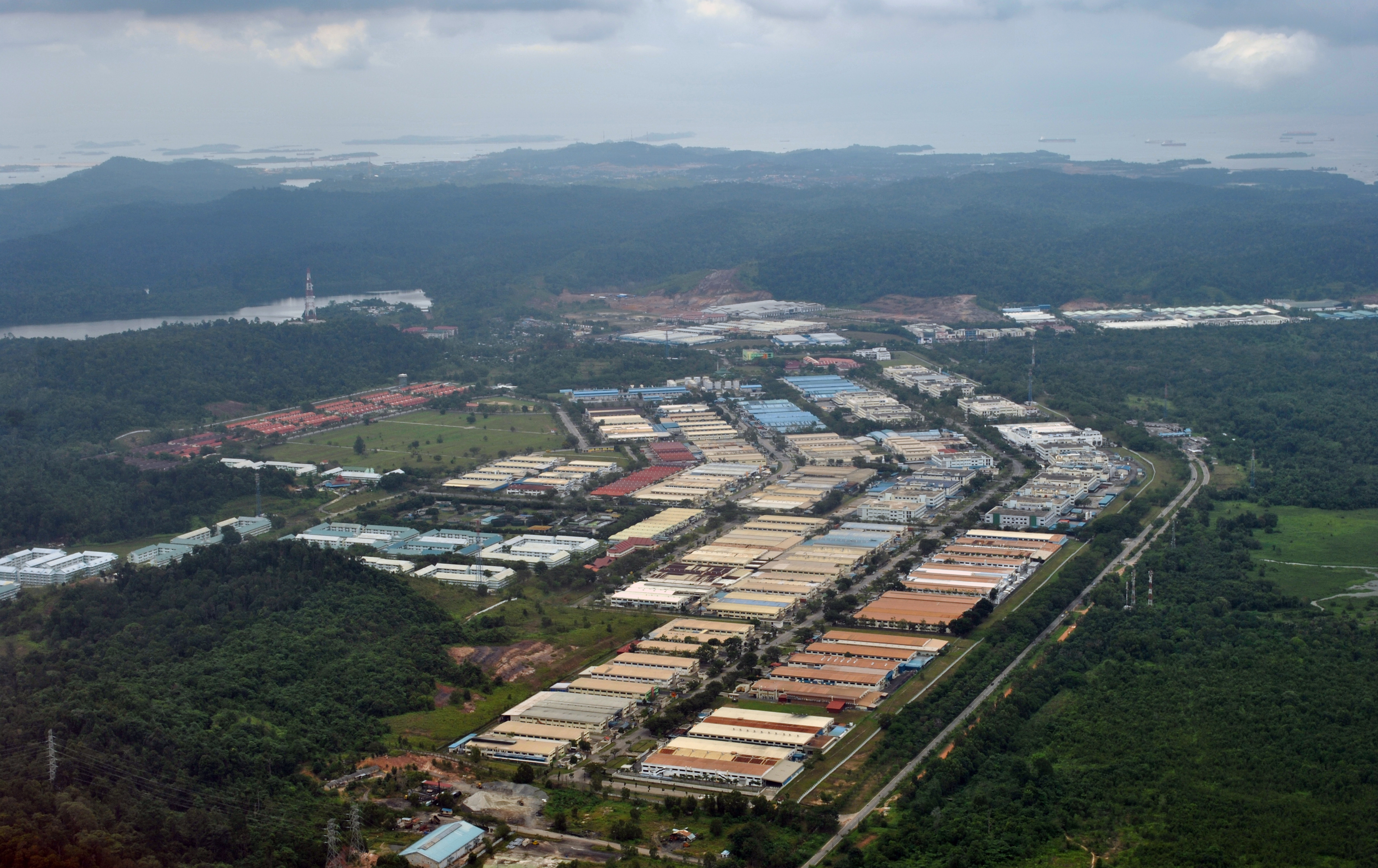
Промислова зона Батама

Адміністрація промислового розвитку Батам (BP Batam) була заснована для керування промисловим комплексом в місті Батам для важкої промисловості. Суднобудування та виробництво електроніки є важливими галузями на острові. Знаходячись поруч із портами Сінгапуру, збільшується швидкість доставки товару та розподіл продукції, що сприяє економіці острова. З низькими витратами на оплату праці та спеціальними державними стимулами це місце багатьох заводів, якими керують іноземні компанії.

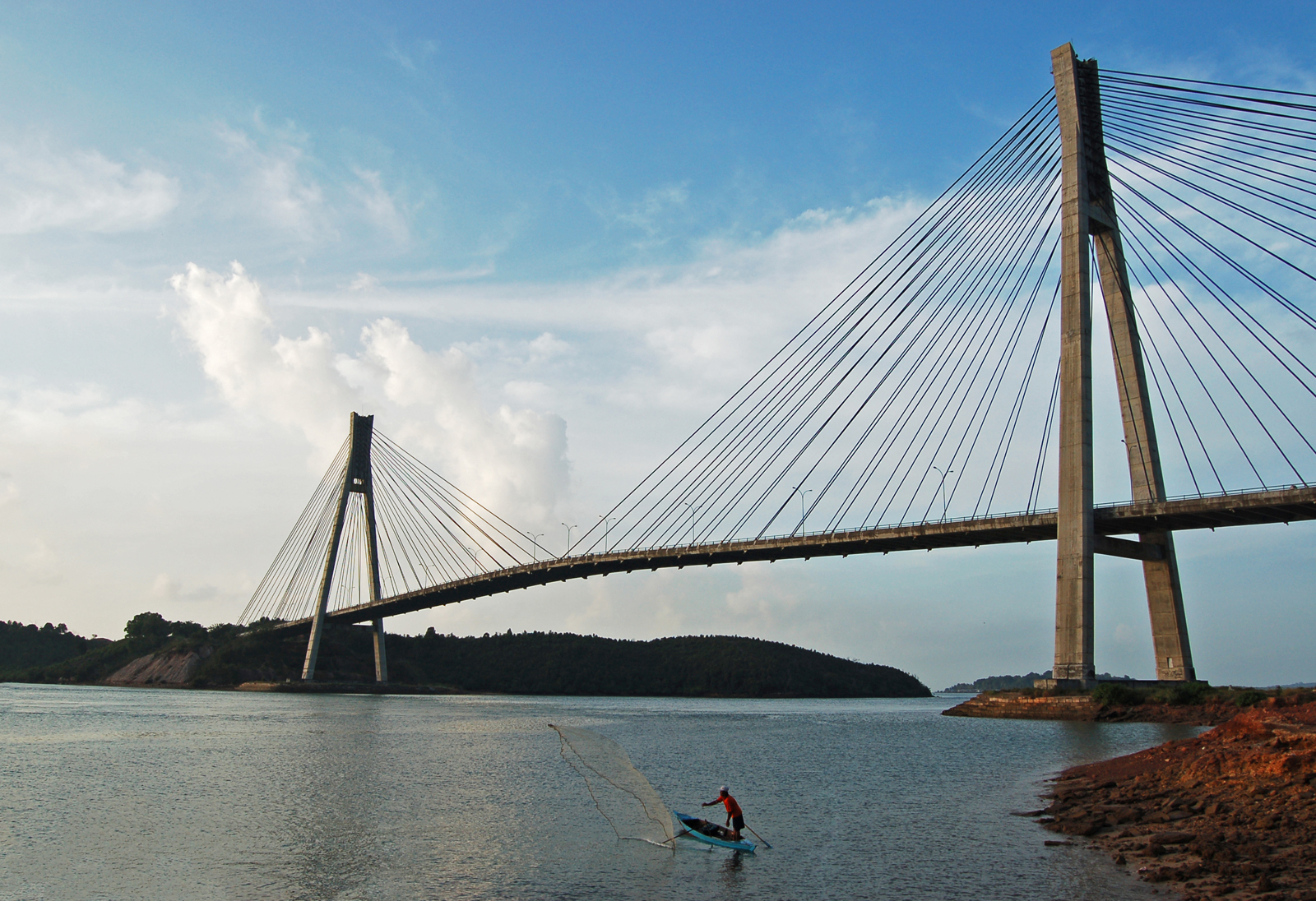
Міст Тенгку Фісабілілла (Бареланг)

З 2006 року, Батам разом з частинами сусідніх Бінтану та Каримуну входять до складу Спеціальної економічної зони з Сінгапуром; ця зона усуває тарифи та податки на додану вартість для товарів, що перевозяться між Батамом та Сінгапуром. У 2007 році було прийнято Закон про створення на Батамі Зони вільної торгівлі протягом 70 років. BP Batam досі керує виробничим комплексом.
Туризм становить значну частину економіки, у 2015 році острів відвідали понад 1,5 мільйона туристів. Батам є третім найбільш завантаженим портом Індонезії після Балі і Джакарти. У 2014 році близько 58,8 % іноземних туристів прибули з Сінгапуру, 12.8 % з Малайзії і 4.2 % з Південної Кореї.

## Транспорт

### Пором
Поромні термінали має сполучення з сусідніми Сінгапуром та Бінтаном, а також забезпечують маршрути до Джохор-Бару (Малайзія). На острові знаходяться п'ять поромних терміналів: Харборбей, Нонгсапура, Секупанг, Ватерфронт Сіті і Міжнародний поромний термінал Батам-центр. З'єднання з Сінгапуром здійснюються за допомогою Харборфронт та Тана Мейра, якими керує Сінгапурський круїзний центр (SCC).

### Транс Батам
Trans Batam — найнадійніший і найдешевший громадський транспорт в Батамі. Її експлуатація почалася в 2005 році. Trans Batam — друга система BRT в Індонезії, після Транс Джакарти. ранс Батам працює з 05:30 до 19:00.

### Таксі
Таксі в Батамі доступні практично будь-де, на поромі терміналів, аеропортах, торгових центрах, готелях тощо. Більше 3000 таксі знаходяться в Батамі. На початку 2000-х років Батам часто користувалися таксі «Toyota Corolla». Починаючи з кінця 2013 року, більш ніж 95 % таксі є новими, використовуються Toyota Limo і Chevrolet Lova.

### Аеропорт
Міжнародний аеропорт Ханг Надім — це головний аеропорт острова, і має найдовшу злітну смугу з усіх аеропортів Індонезії. Аеропорт був найбільшим аеропортом в районі Суматри з 1995—2012 рр., пассажиромісткістю у 6 млн пасажирів на рік, і тепер є другим за величиною в районі Суматри після Міжнародного аеропорту Куала Наму в Медані пассажиромісткістю у 6 млн пасажирів на рік. Ханг Надім є хабом для авіакомпанії Lion Air, Batik Air, Citilink, and Malindo Air. BP Batam, що експлуатує Міжнародний аеропорт побудує новий термінал потужністю 8 мільйонів пасажирів на рік для кожного терміналу (16 мільйонів пасажирів на рік для двох терміналів). Внутрішні напрямки аеропорту: Пеканбару, Палембанг, Медан, Джакарта, Паданг, Сурабая, Бандунг, Бандар Лампунг, Балікпапан, Джокьякарта, Макассар та інші.

## Довкілля
Завдяки пальовим роботам для туризму, видобутку піску та вирубці для древесного вугілля лише 4,2 % острова Батам охоплено мангровим лісом, що значно скоротився з 24 % у 1970 році. Спочатку на острові Батам було 41 500 гектарів мангрових лісів.